# Rainbow 7
Rainbow 7 è il settimo album in studio del gruppo femminile giapponese Morning Musume, pubblicato nel 2006.

## Tracce
1. How Do You Like Japan? (Nihon wa Donna Kanji Dekka?) (How Do You Like Japan？～日本はどんな感じでっか？)
2. The Manpower!!! (The マンパワー!!!)
3. Aozora ga Itsumademo Tsuzuku You na Mirai de Are! (青空がいつまでも続くような未来であれ!)
4. Osaka Koi no Uta (大阪 恋の歌)
5. Indigo Blue Love
6. Rainbow Pink (レインボーピンク)
7. Iroppoi Jirettai (色っぽい じれったい)
8. Mushoku Tōmei na Mama de (無色透明なままで)
9. Purple Wind (パープルウインド)
10. Sayonara See You Again Adios Bye Bye Ta Ta! (さよなら See You Again アディオス Bye Bye チャッチャ!)
11. Chokkan 2 (Nogashita Sakana wa Ookiizo! (Mattaku Sono Toori Remix)) (直感2 〜逃した魚は大きいぞ!〜（全くその通リミックス）)
12. Joshi Kashimashi Monogatari 3 (女子かしまし物語３)